# Exyston venustus
Exyston venustus là một loài tò vò trong họ Ichneumonidae.